# تشارلز أو. جنكينز
تشارلز أو. جنكينز (بالإنجليزية: Charles Jenkins)‏ هو محامي أمريكي، ولد في 28 مايو 1872 في كليفلاند في الولايات المتحدة، وتوفي في 30 أغسطس 1952.

## وصلات خارجية
لم يتم العثور على روابط لمواقع التواصل الاجتماعي.